# Sent Quintin (Òlt i Garona)
Sant Quentin de Dròt (en francès Saint-Quentin-du-Dropt) és un municipi francès situat al departament d'Òlt i Garona i a la regió de la Nova Aquitània.

## Demografia
| 1962                                       | 1968 | 1975 | 1982 | 1990 | 1999 | 2007 |
| ------------------------------------------ | ---- | ---- | ---- | ---- | ---- | ---- |
| 208                                        | 233  | 195  | 185  | 150  | 175  | 167  |
| Des de 1962: població sense dobles comptes |      |      |      |      |      |      |

## Administració
| Període | Identitat     | Partit |
| ------- | ------------- | ------ |
| 1979-   | Daniel Bernet |        |

## Patrimoni i turisme
- Castell de Sant Quintí.
- Castell de Labastide
- Església del S. XV. Retaule de fusta del S. XVII.
- Festa patronal: Segon diumenge d'agost.